# Mormo phaeochroa
Mormo phaeochroa là một loài bướm đêm trong họ Noctuidae.